# Бюрганы (посёлок железнодорожного разъезда)
 Бюрганы  —поселок железнодорожного разъезда в Буинском районе Татарстана. Входит в состав Старостуденецкого сельского поселения.

## География
Находится в юго-западной части Татарстана на расстоянии приблизительно 10 км на юг по прямой от районного центра города Буинск на железнодорожной линии Ульяновск-Свияжск.

## История
Основан в 1943 году.

## Население
Постоянных жителей насчитывалось: в 1958 — 4, в 1970 — 17, в 1979 — 9, в 1989 — 6. Постоянное население составляло 7 человек (татары 100 %) в 2002 году, 1 в 2010.